# Rheinterrassenweg

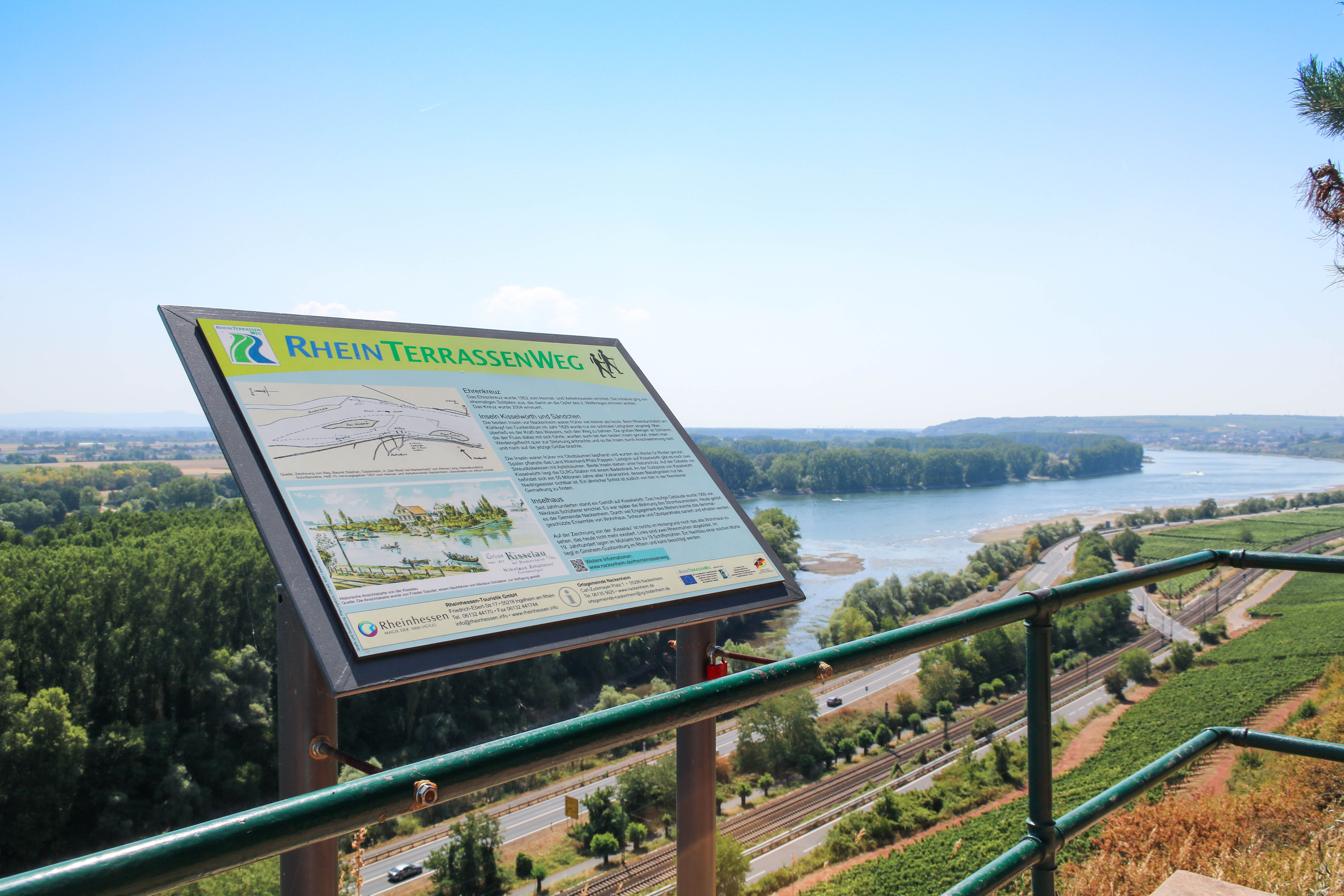
Infotafel zum Rheinterrassenweg oberhalb der Ortschaft Nackenheim.

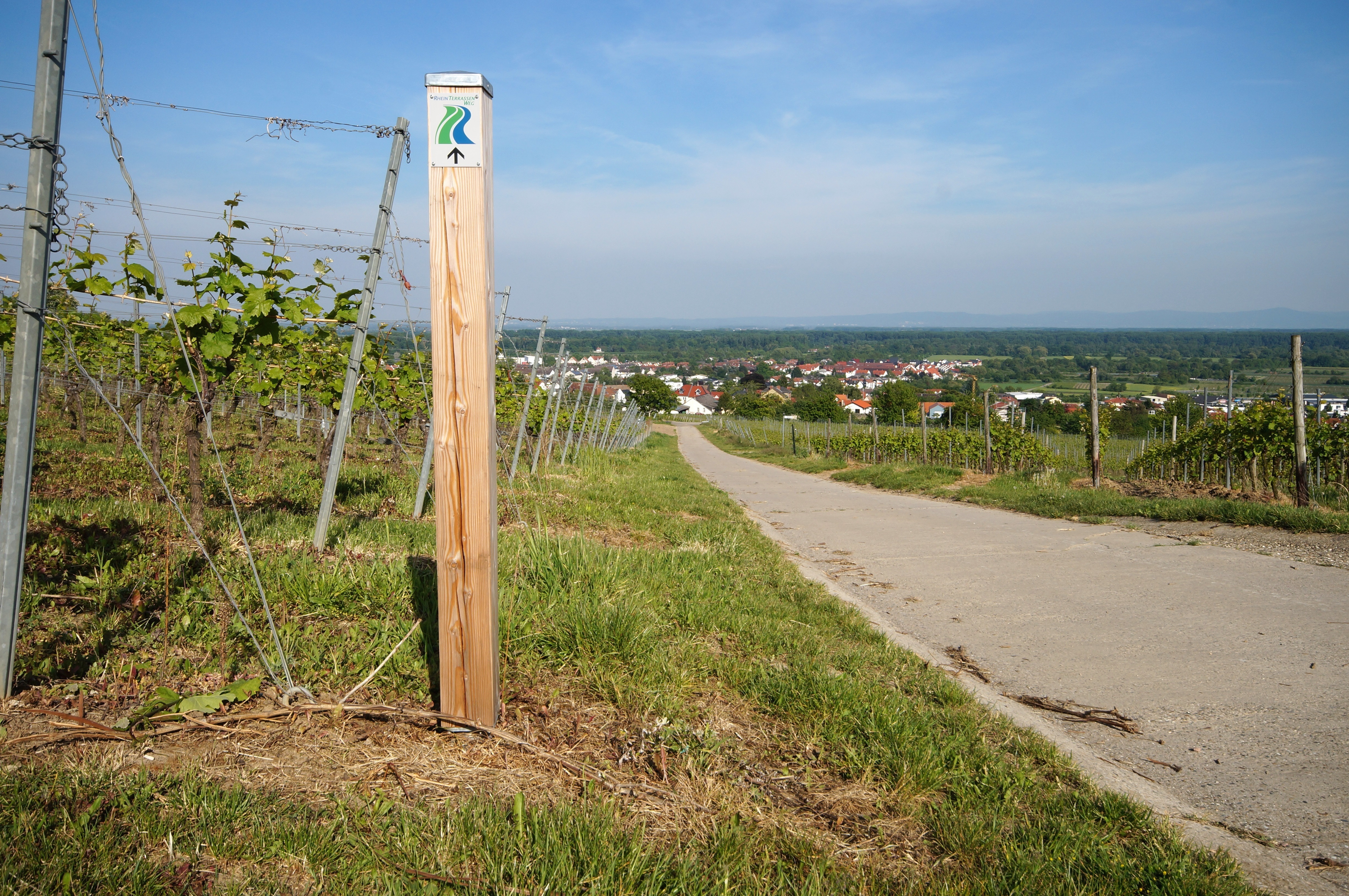
Wegweiser am Rheinterrassenweg mit Logo des Rheinterrassenwegs

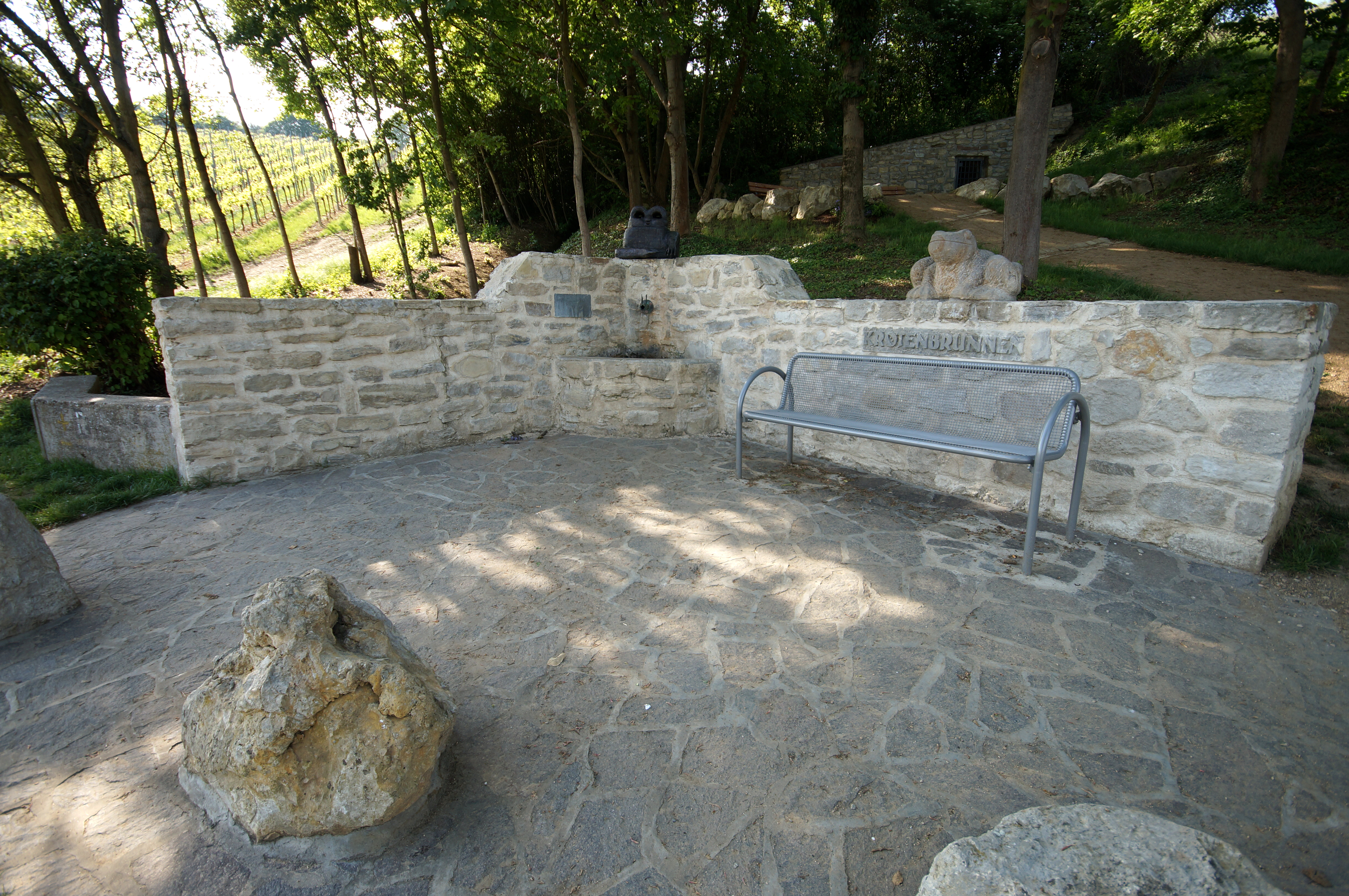
Der Krötenbrunnen bei Oppenheim in der Mitte des Rheinterrassenwegs. Hier wurde der Rheinterrassenweg eingeweiht.

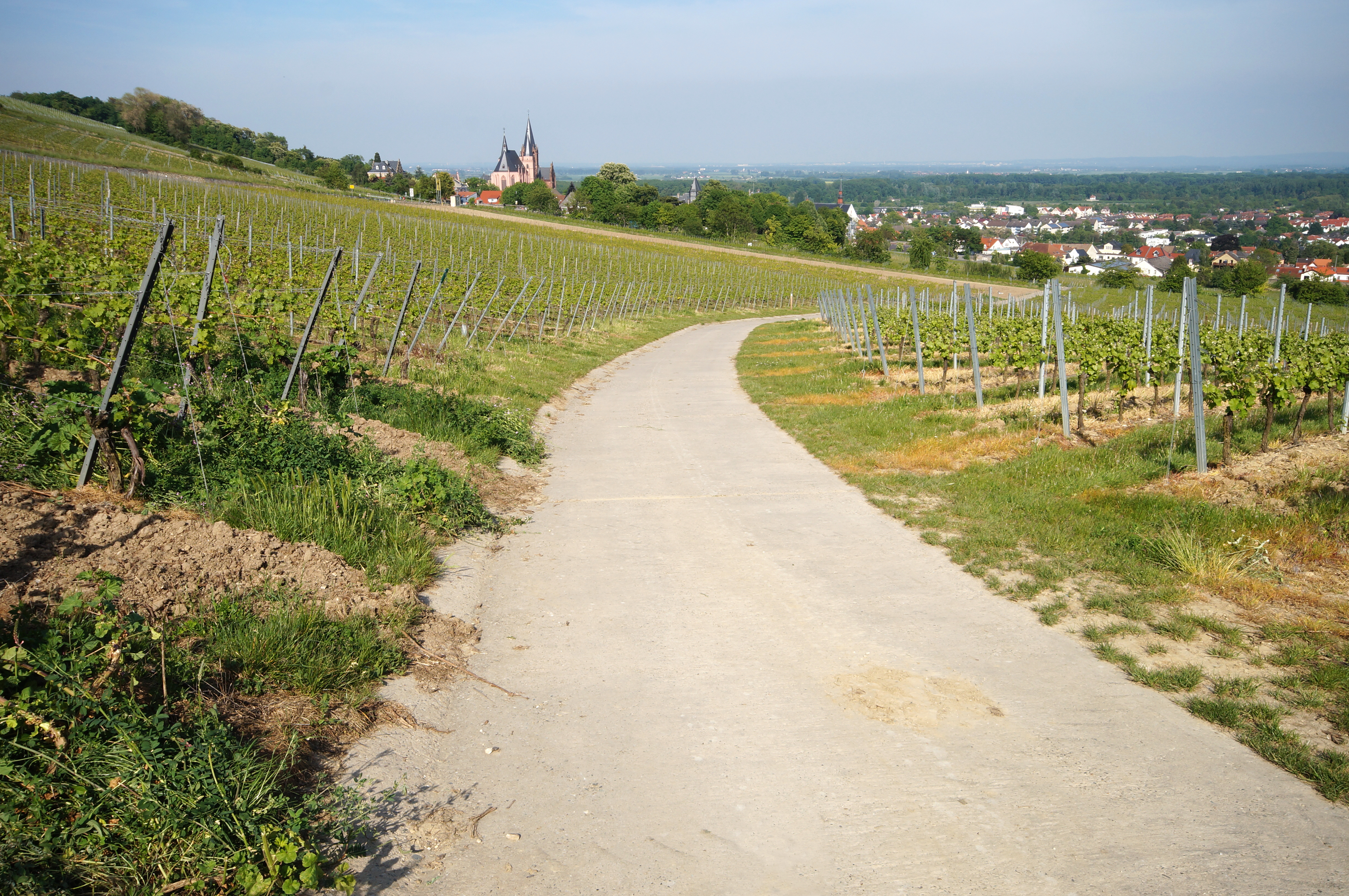
Der Rheinterrassenweg bei Oppenheim, im Hintergrund ist auf der linken Seite die Katharinenkirche zu sehen.

Der Rheinterrassenweg, Eigenschreibweise: RheinTerrassenWeg, ist ein rund 75 Kilometer langer Wanderweg entlang des rheinhessischen Rheinabschnittes zwischen den Städten Worms und Mainz in Rheinland-Pfalz. Der Wanderweg ist in sechs Etappen unterteilt.

## Geschichte
Der Wanderweg erhielt seinen Namen aufgrund von geologischen Bewegungen der Oberrheinischen Tiefebene, deren Absenkungen nach wissenschaftlichen Erkenntnissen seit ein paar Millionen Jahren andauern. Diese Absenkungen nennt man Rheinterrassen.
Der Projektträger des Wanderwegs ist die ehemalige Verbandsgemeinde Guntersblum, die heute, nach der Eingliederung in die Verbandsgemeinde Nierstein-Oppenheim, in der Verbandsgemeinde Rhein-Selz organisiert ist. Die Gesamtkosten betrugen 190.066 Euro. Davon kamen 80.300 Euro als Zuschüsse von der Europäischen Union, das Land Rheinland-Pfalz bezuschusste den Bau des Wanderwegs mit 32.100 Euro.
Am 27. April 2014 wurde der Rheinterrassenweg am Oppenheimer Krötenbrunnen eingeweiht. Redner waren unter anderem der Wormser Oberbürgermeister Michael Kissel, der Oppenheimer Bürgermeister und Mitglied des Deutschen Bundestages Marcus Held, der Mainzer Wirtschaftsdezernent Christopher Sitte, der Bürgermeister der Verbandsgemeinde Nierstein-Oppenheim Klaus Penzer, der Bürgermeister der Verbandsgemeinde Guntersblum Michael Stork, der Landrat des Landkreises Alzey-Worms Ernst Walter Görisch und die Rheinhessische Weinkönigin 2013/2014 Judith Dorst.

## Etappenverlauf
Dreizehn Gemeinden und Städte berühren den Wanderweg zwischen Worms und Mainz.
Die erste Etappe startet am Hauptbahnhof in Worms, wo ein Zuweg in Richtung Worms-Herrnsheim, dem offiziellen Startpunkt führt. Weiter geht es über Worms-Abenheim nach Osthofen. Dort beginnt die zweite Etappe nach Mettenheim über Bechtheim. In Mettenheim führt die dritte Etappe über Alsheim nach Guntersblum. Über Ludwigshöhe und Dienheim führt die vierte Etappe nach Oppenheim. In Oppenheim beginnt die fünfte Etappe nach Bodenheim, welche über Nierstein und Nackenheim verläuft. Die sechste und letzte Etappe führt von Bodenheim über Mainz-Laubenheim zum Ziel nach Mainz.
Darüber hinaus gibt es ca. 44 Kilometer angrenzende Themenwege, die zum Beispiel zum Eichelsbachtal in Nackenheim, zum Königsstuhl bei Lörzweiler und zum WeinErlebnisWeg Krötenbrunnen zwischen Oppenheim und Dienheim führen.

### Etappe Worms-Osthofen
Die Rheinterrassenweg-Etappe Worms – Osthofen führt auf 14,3 km von Worms nach Osthofen und verläuft zu Beginn entlang der Pfrimm und danach durch Felder und Weinberge. Über einen Zuweg am Wormser Bahnhof gelangt man zum Startpunkt der Etappe am Schloss Herrnsheim.
Am Westausgang des Wormser Bahnhofs beginnt der Zuweg zum Rheinterrassenweg. Über die Von-Steuben-Straße gelangt man zur Pfrimm und biegt rechts auf die Pfrimmanlage ein. Entlang des Flusses wandert man bis zur Gaustraße. Dort angekommen folgt man einem kleinen Pfad direkt am Wasser und überquert die Pfrimm über einen Steg. Nun führt die Tour durch ein ruhiges Wohngebiet bis zu einer alten Bahntrasse, welcher man bis zum Rand von Herrnsheim folgt. Am Schloss von Herrnsheim angelangt endet der 4,6 km lange Zuweg und der Rheinterrassenweg beginnt.
Der nun folgende Abschnitt des Rheinterrassenweges verläuft zunächst durch den Schlosspark, dem größten englischen Landschaftspark in Rheinland-Pfalz. Daraufhin ist der Weg geprägt von Feldern und Reben. Schon bald trifft man in Abendheim mit der von weitem sichtbaren St. Michaelskapelle, die über einen Zuweg erreichbar ist. Kurz darauf ist schon die Bergkirche Osthofens zu erkennen und die Tour führt nun über einen Hohlweg Richtung Ortszentrum und weiter zum Bahnhof.

#### Sehenswürdigkeiten
- Worms: Dom St. Peter, Jüdischer Friedhof „Heiliger Sand“, Reformationsdenkmal „Lutherdenkmal“, Lutherkirche, Schloss Herrnsheim
- Osthofen: Bergkirche Osthofen, Miniaturburg Leckzapfen, NS-Dokumentationszentrum Rheinland-Pfalz

### Etappe Osthofen-Bechtheim-Mettenheim
Im Ortskern von Osthofen beginnt unterhalb der Bergkirche eine weitere Etappe des Rheinterrassenweges. Zunächst verläuft der Weg zum Seebach hinab, bevor er einer alten Bahntrasse folgt und später in die offene Flur übergeht. Die Wanderung geht zwischen Weinbergen weiter, überquert eine Anhöhe und steigt anschließend in den Ortskern von Bechtheim hinab. Zurück in den Weinbergen führt ein Zuweg nach einer kurzen Hohlwegpassage etwas außerhalb von Mettenheim vom Rheinterrassenweg ab und führt zum Mettenheimer Bahnhof.

### Etappe Mettenheim-Alsheim-Guntersblum
Die Etappe Mettenheim-Guntersblum des Rheinterrassenweges beginnt in den Weinbergen oberhalb des Ortes Mettenheim. Durch die Weinberge hindurch führt der Weg zunächst zum Goldberg, bevor er zwischen Weinbergen und einem Hohlweg leicht abfällt und an der Weißmühle anschließend wieder ansteigt. Oberhalb des Ortes Alsheim bietet sich die Möglichkeit über zwei Zuwege die Ortschaft zu besichtigen. Ansonsten läuft der Rheinterrassenweg weiter durch Hohlwege in Richtung Hangen-Wahlheim und bietet die Möglichkeit für einen Abstecher zur Kirchenruine Maria Magdalena. Zum Abschluss steuert er die Ortschaft Guntersblum an, wo über einen Zuweg Ortskern und Bahnhof erreicht werden können.

### Etappe Guntersblum-Ludwigshöhe-Dienheim-Oppenheim
Diese Etappe des Rheinterrassenweges ist über einen Zuweg erreichbar, der vom Hauptbahnhof in Guntersblum in die Weinberge oberhalb des Ortes führt und dort auf den Hauptweg trifft. Hier startet die Wanderung in Richtung Römerturm, wo sich bei klarer Sicht Ausblicke zum Odenwald und in die Rheinebene ergeben. Anschließend verläuft der Weg durch eine Hohlwegpassage, durchquert die anstehenden Weinberge und geht ins Sassenbachtal über. Nach einem Aufstieg zur Falkenberghütte, erreicht der Weg eine Abzweigung nach Dienheim und führt an der oberen Hangkante weiter in Richtung Oppenheim. Nach kurzer Zeit erreicht der Weg die Ortschaft und führt über einen Zuweg hinab in die historische Altstadt.

### Etappe Oppenheim-Nierstein-Nackenheim-Bodenheim
Der Startpunkt dieser Etappe des Rheinterrassenweges ist über einen Zuweg erreichbar, der vom Oppenheimer Bahnhof aus durch die Altstadt verläuft und am Ortsrand auf den Hauptweg trifft. Nach kurzer Zeit führt der Weg an der Ruine Landskron vorbei und geht durch die Weinberge weiter in Richtung Nierstein. Über einen Zuweg besteht die Möglichkeit Nierstein näher zu besichtigen. Der Hauptweg führt weiter an der berühmten Weinlage „Roter Hang“ vorbei und folgt der Hangkante nach Nackenheim. Innerhalb Nackenheims führt ein Zuweg vom Rheinterrassenweg ab in Richtung Bahnhof, während der Hauptweg den Ort wieder verlässt und in den Weinbergen in Richtung Bodenheim weitergeht. In weitem Bogen umrundet der Rheinterrassenweg die Ortschaft zunächst, bevor ein Zuweg in den Ortskern und das historische Zentrum von Bodenheim führt und am Bahnhof endet.

### Etappe Bodenheim-Mainz
Diese Etappe des Rheinterrassenweges beginnt in den Weinbergen oberhalb der Ortschaft Bodenheim und ist über einen Zuweg vom Bodenheimer Bahnhof aus erreichbar. Leicht ansteigend führt der Weg durch die Hangflanke zum Rheinplateau, von wo aus bei klarem Wetter Panoramablicke auf den Rhein, den Odenwald und die Frankfurter Skyline möglich sind. Von der Laubenheimer Höhe aus beginnt die Umrundung des ehemaligen Weisenauer Kalksteinbruchs. Nach Querung der A 60 folgt der Abstieg zum Rheinufer. Entlang des Rheins erreicht der Weg den Stadtpark von Mainz, wo die Haupttrasse endet. Ein Zuweg führt weiter zum Bahnhof Römisches Theater am Rande der Mainzer Altstadt.

## Sehenswürdigkeiten
- Worms: Dom St. Peter, Jüdischer Friedhof „Heiliger Sand“, Reformationsdenkmal „Lutherdenkmal“, Lutherkirche, Schloss Herrnsheim
- Osthofen: Bergkirche Osthofen, Miniaturburg Leckzapfen, NS-Dokumentationszentrum Rheinland-Pfalz
- Bechtheim: Ehemalige Synagoge Bechtheim, Fischmarkt und Kelterstein, Kuhlbrunnen, Lambertus- und Aegidiusbrunnen, Romanische Basilika St. Lambertus, Evangelische Kirche Bechtheim
- Mettenheim: Historisches Rathaus und Kirche
- Alsheim: Heidenturmkirche St. Bonifatius, Katholische Pfarrkirche Mariä Himmelfahrt, Kirchenruine St. Maria Magdalena
- Guntersblum: Heidenturmkirche Guntersblum, Leininger Schloss
- Oppenheim: Burgruine Landskron, Katharinenkirche Oppenheim, Oppenheimer Kellerlabyrinth
- Nierstein: Burg Schwabsburg – Schlossturm, Aussichtspunkt Brudersberg „Schönste Weinsicht“, Roter Hang
- Nackenheim: Pfarrkirche St. Gereon, Carl-Zuckmayer Denkmal
- Bodenheim: Historisches Rathaus von Bodenheim
- Mainz: Dom St. Martin, Gutenberg-Denkmal, Gutenberg-Museum Mainz, Fastnachtsbrunnen, Christuskirche, Staatstheater Mainz, Mainzer Wochenmarkt, Kunsthalle Mainz

## Anreise

### Öffentliche Verkehrsmittel
Nahezu alle Etappenorte des Rheinterrassenweges sind mit dem ÖPNV erreichbar. Entlang des Wanderweges liegen 12 Bahnhöfe, die über die S-Bahn (S6) in einem regelmäßigen Taktverkehr miteinander verbunden sind. Zudem verkehren Regionalexpress-Züge direkt zwischen Mainz und Worms.

### PKW
Alle Städte und Gemeinden am Rheinterrassenweg sind mit dem Auto über die Bundesstraße 9 (B9) zu erreichen.
- von Süden: Über die A61 und / oder A6 bis zur Ausfahrt 23 Ludwigshafen Nord, von dort über die B9 bis an den Zielort.
- von Norden: Über die A3, die A67 und die A61 zur A60 (Mainzer Ring), Abfahrt 24 Mainz-Laubenheim, von dort über die B9 bis an den Zielort.